# Sparkassen Cup (теніс) 2000

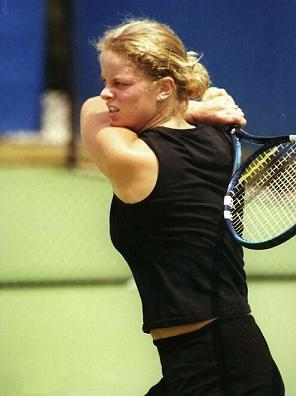
Кім Клейстерс - Чемпіонка одиночного розряду

Sparkassen Cup 2000 — тенісний турнір, що проходив на закритих кортах з твердим покриттям у Лейпцигу (Німеччина). Належав до турнірів 2-ї категорії в рамках Туру WTA 2000. Відбувся водинадцяте і тривав з 30 жовтня до 5 листопада 2000 року. Несіяна Кім Клейстерс здобула титул в одиночному розряді й отримала 87 тис. доларів США.

## Призові гроші
| Дисципліна       | П       | Ф       | ПФ      | ЧФ      | 1/8    | 1/16   | Q3     | Q2     | Q1   |
| Одиночний розряд | $87,000 | $43,500 | $21,750 | $11,000 | $7,600 | $4,000 | $1,950 | $1,300 | $825 |
| Парний розряд *  | $27,000 | $13,800 | $8,400  | $4,500  | $2,400 | Н/Д    | Н/Д    | Н/Д    | Н/Д  |

* на пару

## Учасниці основної сітки в одиночному розряді

### Сіяні пари
| Країна    | Гравчиня              | Рейтинг | Сіяна |
| --------- | --------------------- | ------- | ----- |
| Франція   | Наталі Тозья          | 8       | 1     |
| Іспанія   | Аранча Санчес Вікаріо | 9       | 2     |
| Росія     | Анна Курнікова        | 11      | 3     |
| Росія     | Олена Дементьєва      | 18      | 4     |
| Болгарія  | Магдалена Малеєва     | 22      | 5     |
| Австрія   | Барбара Шетт          | 24      | 6     |
| Росія     | Олена Лиховцева       | 25      | 7     |
| Австралія | Єлена Докич           | 27      | 8     |

### Інші учасниці
Нижче подано учасниць, що отримали вайлд-кард на вихід в основну сітку:
- Яна Кандарр
- Іва Майолі
- Барбара Ріттнер

Нижче наведено учасниць, що пробились в основну сітку через стадію кваліфікації в одиночному розряді:
- Евелін Фаут
- Андреа Гласс
- Жанетта Гусарова
- Сандра Начук

## Учасниці основної сітки в парному розряді

### Сіяні пари
| Країна     | Гравчиня              | Країна     | Гравчиня        | Рейтинг | Сіяна |
| ---------- | --------------------- | ---------- | --------------- | ------- | ----- |
| Франція    | Александра Фусаї      | Франція    | Наталі Тозья    | 27      | 1     |
| Іспанія    | Аранча Санчес Вікаріо | Франція    | Анн-Гель Сідо   | 40      | 2     |
| Нідерланди | Ніколь Арендт         | Нідерланди | Манон Боллеграф | 49      | 3     |
| Румунія    | Кетеліна Крістя       | Росія      | Олена Лиховцева | 69      | 4     |

### Інші учасниці
Нижче наведено пари, які отримали вайлдкард на участь в основній сітці:
- Олена Дементьєва /  Яна Кандарр

Нижче наведено пари, що пробились в основну сітку через стадію кваліфікації:
- Мая Матевжич /  Кароліна Шнайдер

## Фінальна частина

### Одиночний розряд
- Кім Клейстерс —  Олена Лиховцева, 7–6(8–6), 4–6, 6–4.[2]

Для Клейстерс це був 2-й титул в одиночному розряді за сезон і 3-й - за кар'єру.

### Парний розряд
- Аранча Санчес Вікаріо /  Анн-Гель Сідо —  Кім Клейстерс /  Лоранс Куртуа, 6–7(8–6), 7–5, 6–3.

Для Санчес Вікаріо це був 61-й титул в парному розряді за кар'єру. Для Сідо це був 1-й титул в парному розряді за кар'єру.